# Šmarata
Šmarata je naselje u slovenskoj Općini Loškoj dolini. Šmarata se nalazi u pokrajini Notranjskoj i statističkoj regiji Notranjsko-kraškoj. 

## Stanovništvo
Prema popisu stanovništva iz 2002. godine naselje je imalo 97 stanovnika.